# Рожер I Борса
Рожер Борса (англ. Roger Borsa) — другий герцог Апулії і Калабрії в 1085—1111 роках, син і спадкоємець Роберта Гвіскара. Прізвисько «Борса» (Гаманець) він дістав ще в юні роки через звичку рахувати і перераховувати монетки у своєму гаманці.

## Обрання герцогом Апулії
Рожер був старшим сином Роберта Гвіскара і його другої дружини, принцеси Салернської Сікельгайти. Перший шлюб Роберта був анульований через неприпустиму кровну спорідненість подружжя, і народжений у цьому шлюбі син Боемунд виявився, тим самим, незаконнонародженим. Протиборство Боемунда і Рожера, єдинокровних братів, кожен з яких вважав себе законним спадкоємцем батька, становило основний зміст історії Апулії після смерті Гвіскара.
Рожера було офіційно визнано спадкоємцем Апулії під час тяжкої хвороби батька у 1073 році. Під час балканської експедиції Роберта в 1081 році Рожер був залишений намісником в Апулії, але вже до кінця року був змушений просити батька про повернення через феодальний заколот у герцогстві і похід Генріха IV на Рим. У 1084 Рожер брав участь у поході батька на Рим, під час якого Вічне місто піддалося руйнівній пожежі, а потім спільно з батьком вирушив на Балкани. Після смерті Роберта Гвіскара (17 липня 1085) Рожер разом з матір'ю спішно повернувся до Італії, кинувши армію. Поспіх був пов'язаний з тим, що в Італії перебував Боемунд, який також претендував на спадщину батька. У вересні 1085 Рожера було проголошено герцогом Апулії і він прийняв присягу своїх васалів, у тому числі дядька — графа Сицилійського Рожера I, що став головним союзником нового герцога.

## Боротьба з Боемундом Тарентським і ослаблення герцогської влади
Не добившись підтвердження своїх спадкових прав, Боемунд втік до Капуї, до свого двоюрідного брата Жордана I. За допомогою кузена Боемунд незабаром повернувся в Апулію і легко захопив міста на півострові Салентина — Орію, Таранто і Отранто. У березні 1086 за посередництва свого дядька Рожера I Сицилійського брати примирилися. Крім захоплених ним міст, Боемунд отримав від Рожера Борси Галліполі і Бриндізі, і ця територія стала основою Таранського князівства. За свою допомогу і посередництво Рожер I Сицилійський отримав від Рожера Борси замки в Калабрії, якими раніше володів спільно з Робертом Гвіскаром. Таким чином, у перший же рік свого правління Рожер Борса втратив контроль над півостровом Салентина і значними частинами Калабрії, лише формально залишаючись їхнім сувереном. Зайнятий чварами з Боемундом, Рожер Борса зайняв вичікувальну позицію в конфлікті папи Віктора III і антипапи Климента III, приймаючи сторону то одного, то іншого понтифіка.
1087 року війна між Рожером Борса і Боемундом поновилася, причому на боці останнього виступили численні бунтівні барони Апулії. Конфлікт було залагоджено 1088 року за посередництва Рожера I Сицилійського і папи Урбана II, якому були потрібні нормандці для відвоювання Риму. Примирення знову відбулося коштом Рожера Борси, який остаточно віддав Боемунду раніше зайняті ним землі, а також Козенцу. Після досягнутої угоди об'єднані армії Апулії і Капуї посадили Урбана II в Римі (1088). Втім, успіх був ефемерним: незабаром прихильники антипапи блокували Урбана II на Тібрському острові, і в 1089 році папа знову втік до Апулії. Потребуючи допомоги Рожера Борси, папа прийняв васальну присягу герцога і визнав його титули.
Війна між Рожером Борса і Боемундом відновилася в 1090 році, і останній захопив Барі. Рожер Борса вчергове був змушений купити мир, поступившись братові завойоване ним. Вічно тліючий конфлікт між братами завершився лише в 1096 році, коли Боемунд вирушив в Перший хрестовий похід.
Так і не домігшись остаточної перемоги, Боемунд, однак, значно послабив Апулійське герцогство, відірвавши від нього фактично незалежне Тарантське князівство. До того ж тривала міжусобна війна дала змогу апулійським баронам відчути себе вільними, і без того слабка центральна влада герцога так і не змогла відновити повною мірою контроль над феодалами.